# Les Âmes d'Helios
Les Âmes d'Helios est une série de bande dessinée écrite par  Philippe Saimbert et dessinée par Roberto Ricci, qui réalise également la mise en couleurs. Elle est publiée entre 2003 et 2007 par la maison d'édition française Delcourt.

## Albums
- Delcourt, collection « Neopolis » :

1. Le Ciboire oublié, 2003  (ISBN 2-84055-896-3)[1],[2].
2. Au Fil de l'épée, 2004  (ISBN 2-84789-162-5)[3].
3. Fer écarlate, 2005  (ISBN 2-84789-874-3)[4],[5].
4. Chaînes éternelles, 2007  (ISBN 978-2-75600-493-8)[6].